# 彭謹
彭謹（1505年—？），字德全，號見湖，福建福州府閩縣民籍，江西臨江府新淦縣人，明朝政治人物。

## 生平
福建鄉試第八十四名舉人。嘉靖二十年（1541年）中式辛丑科會試第七十九名，登第三甲第七十四名進士。授浙江平阳县知县，二十四年擢升工部都水司主事。

## 家族
曾祖彭鈞；祖父彭彥珪；父彭大綱，母趙氏。永感下。兄彭誠、彭謙。